# MFK Vyškov
MFK Vyškov (celým názvem: Městský fotbalový klub Vyškov) je český fotbalový klub, který sídlí ve Vyškově v Jihomoravském kraji. Založen byl v roce 1921 pod názvem SK Vyškov. Od sezony 2025/2026 hraje I.A třídu Jihomoravského kraje (6. nejvyšší soutěž). Klubové barvy jsou modrá a bílá.
Do roku 2021 byla největším úspěchem klubu účast ve třetí nejvyšší soutěži. V rámci Československa to bylo naposled v ročníku 1956, Vyškov tak na třetiligovou příslušnost navázal po 58 letech v nižších soutěžích. Po konci nedohraného ročníku MSFL v sezoně 2020/21 dostal MFK Vyškov z důvodu sestupu FK Blansko z 2. ligy možnost postupu do 2. nejvyšší soutěže (díky lepšímu průměru získaných bodů v přepočtu na jedno utkání dostal přednost před 1. FC Slovácko „B“) a tuto možnost využil.
Poprvé ve své historii tak Vyškov hrál od sezony 2021/22 2. nejvyšší fotbalovou soutěž, své domácí zápasy ale nehrál přímo ve Vyškově. Domácím stadionem pro zápasy Chance Národní ligy se stal Sportovní areál Drnovice, který se nachází přibližně 5 km od Vyškova. Do té doby klub hrál své zápasy na stadionu Za Parkem ve Vyškově s kapacitou 3 000 diváků, který však nevyhověl licenčním podmínkám 2. ligy.
V sezoně 2022/23 MFK Vyškov zapsal další klubový úspěch v podobě barážových bojů proti FC Zlín. Baráž rozhodla jediná branka na hřišti prvoligového týmu, který tak udržel místo mezi elitou. V sezoně 2023/24 se Vyškov probojoval ze 4. místa do baráže (na 2. místě v sezoně 2023/2024 byla SK Sigma Olomouc "B", která z důvodu prvoligového "A" týmu nemohla hrát baráž). V baráži se proti Vyškovu postavil prvoligový celek MFK Karviná. První duel se hrál v Drnovicích, hosté zvítězili 0:1. Odveta v Karviné dopadla stejně, proto si Karviná udržela prvoligovou příslušnost a MFK Vyškov tedy zůstal ve druhé lize i pro sezonu 2024/2025. Po sezoně 2024/2025 se vedení klubu rozhodlo, že své působení v Národní lize ukončí a prodá licenci FK Příbram a přihlásí pouze I.A třídu., které doposud hrál "B" tým. 

## Projekt Rainbow
Od roku 2014 byl klub ve vlastnictví kamerunského podnikatele Kingsleyho Pungonga, který stojí za společnostmi firmy Rainbow World Group. Odnož značky Rainbow Sports pomáhá talentovaným fotbalistům získat co nejlepší angažmá, aby dosáhli naplnění svého potenciálu. Jedna z aktivit RS je pořádání každoročního fotbalového kempu v Africe, na kterém se talentovaní Afričané mohou předvést v dobrém světle a získat angažmá kdekoliv po světě. Díky této známosti a spolupráci má Vyškov často přístup k zisku mladých talentů z ciziny. Vyškov nebyl jediným klubem, který byl v rukou Pungonga. Kamerunský businessman vlastní (nebo má podíl v) na desítku fotbalových klubů po celém světě.
Z MFK Vyškov se do 1. ligy dostalo již vícero hráčů. Prvním byl urostlý stoper Mohamed Tijani, jež je aktuálně kmenovým hráčem Slavie Praha a během ročníku 2020/21 si připsal několik startů v Evropské lize v dresu Liberce, je objevem MFK Vyškov. Mohamed zde odehrál 32 soutěžních duelů, během kterých se dokázal dvakrát gólově prosadit, následně byl prodán do Jihlavy, odkud vedla jeho cesta do Slavie Praha. Dalšími hráči, kteří se objevili ve Vyškově jsou jablonečtí Bienvenue "Benny" Kanakimana, Alexis Alégué, do Viktorie Plzeň šli z Vyškova Sampson Dweh, Cheick Souaré, Idjessi Metsoko. Dres Slovanu Liberec oblékají Santiago Eneme a Aziz Kayondo.
Vyškov na brankářském postu těžil ze spolupráce s SK Slavia Praha - v zimě 2021 přišel do Vyškova velmi mladý brankář Antonín Kinský (syn ex-reprezentačního brankáře A. Kinského). Po roce a půl hostování ve vyškově odešel zpět do Slavie Praha, která jej na sezonu 2023/2024 zapůjčila do FK Pardubice. Po roce se stěhoval zpět do Edenu a z kraje roku 2025m přestoupil do londýnského Tottenhamu z Premier Laegue.  Dalším vypůjčeným brankářem byl Jan Stejskal, jenž po ročním hostování a návratu do Slavie zakotvil v prvoligových Pardubicích. Na podzimní část sezony 2024/2025 si branku "pronajal" Jiří Borek, jenž se po odchytání podzimu probojoval do brány prvoligového 1. FC Slovácko.
Na jaro 2025 je zapůjčen z pražské Slavie Jan Sirotník, jemuž kryje záda talentovaný brankář Martin Hrubý.

## Nový majitel Blue Crow Group
V červnu 2023 došlo k dohodě mezi Kingsley Pungongem a americkou skupinou investorů Blue Crow o prodeji jeho podílu. Vyškov tedy k prosinci skutečně změnil majitele. Tým získal partnerské kluby v podobě španělského CD Leganés či mexického Cancúnu.

## Historické názvy
Zdroj: 
- 1921 – SK Vyškov (Sportovní klub Vyškov)
- 1939 – HSK Vyškov (Hanácký sportovní klub Vyškov)
- 1949 – JTO Sokol Vyškov (Jednotná tělovýchovná organisace Sokol Vyškov)
- 1953 – DSO Slavoj Vyškov (Dobrovolná sportovní organisace Slavoj Vyškov)
- 1966 – TJ Vyškov (Tělovýchovná jednota Vyškov)
- 1993 – SK Rostex Vyškov (Sportovní klub Rostex Vyškov)
- 2012 – MFK Vyškov (Městský fotbalový klub Vyškov)

## Soupiska
| #  | Pozice | Hráč           |
| -- | ------ | -------------- |
| 1  | B      | Martin Hrubý   |
| 3  | O      | Milan Piško    |
| 4  | Z      | Tom Ulbrich    |
| 5  | Z      | Sekou Djanbou  |
| 6  | O      | Tomáš Svoboda  |
| 7  | Ú      | Filip Žák      |
| 8  | Z      | Ablaye Sy      |
| 9  | Ú      | Olaf Kok       |
| 10 | Z      | Barnabáš Lacík |
| 11 | Ú      | Pavel Zifčák   |
| 12 | Z      | Patrik Schön   |
| 14 | Z      | Marcel Novák   |

| #  | Pozice | Hráč                      |
| -- | ------ | ------------------------- |
| 15 | O      | Jan Štěrba (2. kapitán)   |
| 16 | O      | Filip Vedral (3. kapitán) |
| 17 | Z      | Shoya Atsuta              |
| 19 | O      | David Němeček             |
| 20 | Z      | Issa Fomba                |
| 21 | Z      | Pedro Sá                  |
| 27 | O      | Cheick Traoré             |
| 30 | Z      | Ousmane Condé             |
| 31 | B      | Jan Sirotník              |
| 37 | O      | Tomáš Čelůstka            |
| 66 | B      | Jan Derka                 |

## Management
| Pozice            | Jméno                   |
| ----------------- | ----------------------- |
| Majitel klubu     | Blue Crow Group         |
| Jednatel klubu    | Mgr. Martin Chalupecký  |
| Generální manažer | Zbyněk Zbořil           |
| Manager "A" týmu  | Michal Klesa            |
| Tiskový mluvčí    | Kryštof Severa          |
| Sekretář          | Martin Neubauer         |
| Předseda mládeže  | Ing. Jaroslav Schindler |

## Umístění v jednotlivých sezonách
Stručný přehled
Zdroj: 
- 1939–1944: I. A třída HHŽF (Hameleho hanácká župa footballová)
- 1953–1954: Krajský přebor – Brno
- 1955: I. A třída Brněnského kraje
- 1956: Oblastní soutěž – sk. D
- 1957–1958: I. A třída Brněnského kraje
- 1958–1959: I. B třída Brněnského kraje – sk. C
- 1959–1960: I. A třída Brněnského kraje
- 1960–1962: I. třída Jihomoravského kraje – sk. C
- 1962–1963: Okresní přebor Vyškovska
- 1963–1965: I. B třída Jihomoravského kraje – sk. D
- 1991–1992: I. B třída Jihomoravské župy – sk. C
- 1992–1994: I. A třída Jihomoravské župy – sk. A
- 1994–1995: I. B třída Jihomoravské župy – sk. C
- 1995–1997: I. B třída Jihomoravské župy – sk. B
- 1997–2000: I. B třída Jihomoravské župy – sk. C
- 2000–2001: I. A třída Jihomoravské župy – sk. B
- 2001–2002: Jihomoravský župní přebor
- 2002–2014: Divize D
- 2014–2021: Moravskoslezská fotbalová liga
- 2021–2025: Fortuna:národní liga
- 2025–: I. A třída Jihomoravské župy – sk. B

Jednotlivé ročníky
Zdroj: 
Legenda: Z – zápasy, V – výhry, R – remízy, P – porážky, VG – vstřelené góly, OG – obdržené góly, +/– – rozdíl skóre, B – body, červené podbarvení – sestup, zelené podbarvení – postup, fialové podbarvení – reorganizace, změna skupiny či soutěže
| Protektorát Čechy a Morava (1939 – 1945) |                                                             |                                                             |                                                             |                                                             |                                                             |                                                             |                                                             |                                                             |                                                             |                                                             |                                                             |
| Sezóny                                   | Liga                                                        | Úroveň                                                      | Z                                                           | V                                                           | R                                                           | P                                                           | VG                                                          | OG                                                          | +/–                                                         | B                                                           | Pozice                                                      |
| 1939/40                                  | I. A třída HHŽF                                             | 3                                                           | 22                                                          | 10                                                          | 1                                                           | 11                                                          | 65                                                          | 75                                                          | −10                                                         | 21                                                          | 7.                                                          |
| 1940/41                                  | I. A třída HHŽF                                             | 3                                                           | 22                                                          | 8                                                           | 3                                                           | 11                                                          | 42                                                          | 62                                                          | −20                                                         | 19                                                          | 9.                                                          |
| 1941/42                                  | I. A třída HHŽF                                             | 3                                                           | 21                                                          | 8                                                           | 1                                                           | 12                                                          | 62                                                          | 70                                                          | −8                                                          | 17                                                          | 8.                                                          |
| 1942/43                                  | I. A třída HHŽF                                             | 3                                                           | 22                                                          | 11                                                          | 2                                                           | 9                                                           | 48                                                          | 59                                                          | −11                                                         | 24                                                          | 5.                                                          |
| 1943/44                                  | I. A třída HHŽF                                             | 3                                                           | 26                                                          | 9                                                           | 2                                                           | 15                                                          | 42                                                          | 105                                                         | −63                                                         | 20                                                          | 13.                                                         |
| 1944/45                                  | Končila druhá světová válka, pravidelné soutěže se nehrály. | Končila druhá světová válka, pravidelné soutěže se nehrály. | Končila druhá světová válka, pravidelné soutěže se nehrály. | Končila druhá světová válka, pravidelné soutěže se nehrály. | Končila druhá světová válka, pravidelné soutěže se nehrály. | Končila druhá světová válka, pravidelné soutěže se nehrály. | Končila druhá světová válka, pravidelné soutěže se nehrály. | Končila druhá světová válka, pravidelné soutěže se nehrály. | Končila druhá světová válka, pravidelné soutěže se nehrály. | Končila druhá světová válka, pravidelné soutěže se nehrály. | Končila druhá světová válka, pravidelné soutěže se nehrály. |
| Československo (1945 – 1993)             |                                                             |                                                             |                                                             |                                                             |                                                             |                                                             |                                                             |                                                             |                                                             |                                                             |                                                             |
| Sezóny                                   | Liga                                                        | Úroveň                                                      | Z                                                           | V                                                           | R                                                           | P                                                           | VG                                                          | OG                                                          | +/–                                                         | B                                                           | Pozice                                                      |
| …                                        |                                                             |                                                             |                                                             |                                                             |                                                             |                                                             |                                                             |                                                             |                                                             |                                                             |                                                             |
| 1953                                     | Krajský přebor – Brno                                       | 3                                                           | 11                                                          | 7                                                           | 1                                                           | 3                                                           | 33                                                          | 28                                                          | +5                                                          | 15                                                          | 4.                                                          |
| 1954                                     | Krajský přebor – Brno                                       | 3                                                           | 22                                                          | 10                                                          | 3                                                           | 9                                                           | 49                                                          | 50                                                          | −1                                                          | 23                                                          | 7.                                                          |
| 1955                                     | I. A třída Brněnského kraje                                 | 4                                                           | 22                                                          | 14                                                          | 4                                                           | 4                                                           | 63                                                          | 31                                                          | +32                                                         | 32                                                          | 1.                                                          |
| 1956                                     | Oblastní soutěž – sk. D                                     | 3                                                           | 22                                                          | 5                                                           | 3                                                           | 14                                                          | 30                                                          | 90                                                          | −60                                                         | 13                                                          | 12.                                                         |
| 1957/58                                  | I. A třída Brněnského kraje                                 | 4                                                           | 38                                                          | 9                                                           | 4                                                           | 25                                                          | 79                                                          | 137                                                         | −58                                                         | 22                                                          | 13.                                                         |
| 1958/59                                  | I. B třída Brněnského kraje – sk. C                         | 5                                                           | 22                                                          | 14                                                          | 2                                                           | 6                                                           | 76                                                          | 34                                                          | +42                                                         | 30                                                          | 1.                                                          |
| 1959/60                                  | I. A třída Brněnského kraje                                 | 4                                                           | 22                                                          | 4                                                           | 5                                                           | 13                                                          | 38                                                          | 80                                                          | −52                                                         | 13                                                          | 12.                                                         |
| 1960/61                                  | I. třída Jihomoravského kraje – sk. C                       | 4                                                           | 26                                                          | 9                                                           | 3                                                           | 14                                                          | 46                                                          | 62                                                          | −16                                                         | 21                                                          | 10.                                                         |
| 1961/62                                  | I. třída Jihomoravského kraje – sk. C                       | 4                                                           | 26                                                          | 6                                                           | 2                                                           | 18                                                          | 35                                                          | 75                                                          | −40                                                         | 14                                                          | 13.                                                         |
| …                                        |                                                             |                                                             |                                                             |                                                             |                                                             |                                                             |                                                             |                                                             |                                                             |                                                             |                                                             |
| 1964/65                                  | I. B třída Jihomoravského kraje – sk. D                     | 5                                                           | 22                                                          | 9                                                           | 4                                                           | 9                                                           | 31                                                          | 42                                                          | −11                                                         | 22                                                          | 8.                                                          |
| …                                        |                                                             |                                                             |                                                             |                                                             |                                                             |                                                             |                                                             |                                                             |                                                             |                                                             |                                                             |
| 1991/92                                  | I. B třída Jihomoravské župy – sk. C                        | 7                                                           | 26                                                          | 17                                                          | 6                                                           | 3                                                           | 65                                                          | 27                                                          | +38                                                         | 40                                                          | 1.                                                          |
| 1992/93                                  | I. A třída Jihomoravské župy – sk. A                        | 6                                                           | 26                                                          | 11                                                          | 2                                                           | 13                                                          | 41                                                          | 50                                                          | −9                                                          | 24                                                          | 9.                                                          |
| Československo (1993 – )                 |                                                             |                                                             |                                                             |                                                             |                                                             |                                                             |                                                             |                                                             |                                                             |                                                             |                                                             |
| Sezóny                                   | Liga                                                        | Úroveň                                                      | Z                                                           | V                                                           | R                                                           | P                                                           | VG                                                          | OG                                                          | +/–                                                         | B                                                           | Pozice                                                      |
| 1993/94                                  | I. A třída Jihomoravské župy – sk. A                        | 6                                                           | 26                                                          | 3                                                           | 7                                                           | 16                                                          | 28                                                          | 61                                                          | −33                                                         | 13                                                          | 14.                                                         |
| 1994/95                                  | I. B třída Jihomoravské župy – sk. C                        | 7                                                           | 26                                                          | 9                                                           | 5                                                           | 12                                                          | 35                                                          | 39                                                          | −4                                                          | 32                                                          | 10.                                                         |
| 1995/96                                  | I. B třída Jihomoravské župy – sk. B                        | 7                                                           | 26                                                          | 10                                                          | 8                                                           | 8                                                           | 37                                                          | 41                                                          | −4                                                          | 38                                                          | 6.                                                          |
| 1996/97                                  | I. B třída Jihomoravské župy – sk. B                        | 7                                                           | 26                                                          | 10                                                          | 10                                                          | 6                                                           | 50                                                          | 28                                                          | +22                                                         | 40                                                          | 5.                                                          |
| 1997/98                                  | I. B třída Jihomoravské župy – sk. C                        | 7                                                           | 26                                                          | 14                                                          | 7                                                           | 5                                                           | 65                                                          | 30                                                          | +35                                                         | 49                                                          | 3.                                                          |
| 1998/99                                  | I. B třída Jihomoravské župy – sk. C                        | 7                                                           | 26                                                          | 21                                                          | 1                                                           | 4                                                           | 59                                                          | 23                                                          | +36                                                         | 64                                                          | 2.                                                          |
| 1999/00                                  | I. B třída Jihomoravské župy – sk. C                        | 7                                                           | 26                                                          | 21                                                          | 4                                                           | 1                                                           | 115                                                         | 13                                                          | +102                                                        | 67                                                          | 1.                                                          |
| 2000/01                                  | I. A třída Jihomoravské župy – sk. B                        | 6                                                           | 26                                                          | 16                                                          | 5                                                           | 5                                                           | 64                                                          | 28                                                          | +36                                                         | 53                                                          | 1.                                                          |
| 2001/02                                  | Jihomoravský župní přebor                                   | 5                                                           | 30                                                          | 23                                                          | 6                                                           | 1                                                           | 88                                                          | 17                                                          | +71                                                         | 75                                                          | 1.                                                          |
| 2002/03                                  | Divize D                                                    | 4                                                           | 30                                                          | 14                                                          | 7                                                           | 9                                                           | 55                                                          | 42                                                          | +13                                                         | 49                                                          | 6.                                                          |
| 2003/04                                  | Divize D                                                    | 4                                                           | 30                                                          | 13                                                          | 7                                                           | 10                                                          | 69                                                          | 40                                                          | +29                                                         | 46                                                          | 4.                                                          |
| 2004/05                                  | Divize D                                                    | 4                                                           | 30                                                          | 12                                                          | 8                                                           | 10                                                          | 45                                                          | 40                                                          | +5                                                          | 44                                                          | 8.                                                          |
| 2005/06                                  | Divize D                                                    | 4                                                           | 30                                                          | 9                                                           | 10                                                          | 11                                                          | 33                                                          | 36                                                          | −3                                                          | 37                                                          | 13.                                                         |
| 2006/07                                  | Divize D                                                    | 4                                                           | 30                                                          | 12                                                          | 8                                                           | 10                                                          | 51                                                          | 37                                                          | +14                                                         | 44                                                          | 4.                                                          |
| 2007/08                                  | Divize D                                                    | 4                                                           | 30                                                          | 10                                                          | 9                                                           | 11                                                          | 38                                                          | 33                                                          | +5                                                          | 39                                                          | 9.                                                          |
| 2008/09                                  | Divize D                                                    | 4                                                           | 30                                                          | 13                                                          | 8                                                           | 9                                                           | 45                                                          | 34                                                          | +11                                                         | 47                                                          | 5.                                                          |
| 2009/10                                  | Divize D                                                    | 4                                                           | 28                                                          | 9                                                           | 5                                                           | 14                                                          | 28                                                          | 34                                                          | −6                                                          | 32                                                          | 12.                                                         |
| 2010/11                                  | Divize D                                                    | 4                                                           | 30                                                          | 14                                                          | 8                                                           | 8                                                           | 44                                                          | 27                                                          | +17                                                         | 50                                                          | 4.                                                          |
| 2011/12                                  | Divize D                                                    | 4                                                           | 30                                                          | 13                                                          | 4                                                           | 13                                                          | 36                                                          | 34                                                          | +2                                                          | 40                                                          | 8.                                                          |
| 2012/13                                  | Divize D                                                    | 4                                                           | 28                                                          | 7                                                           | 13                                                          | 8                                                           | 31                                                          | 27                                                          | +4                                                          | 34                                                          | 9.                                                          |
| 2013/14                                  | Divize D                                                    | 4                                                           | 30                                                          | 20                                                          | 6                                                           | 4                                                           | 70                                                          | 31                                                          | +39                                                         | 66                                                          | 1.                                                          |
| 2014/15                                  | Moravskoslezská fotbalová liga                              | 3                                                           | 30                                                          | 10                                                          | 6                                                           | 14                                                          | 47                                                          | 48                                                          | −1                                                          | 36                                                          | 12.                                                         |
| 2015/16                                  | Moravskoslezská fotbalová liga                              | 3                                                           | 30                                                          | 13                                                          | 7                                                           | 10                                                          | 57                                                          | 33                                                          | +24                                                         | 46                                                          | 6.                                                          |
| 2016/17                                  | Moravskoslezská fotbalová liga                              | 3                                                           | 30                                                          | 11                                                          | 6                                                           | 13                                                          | 45                                                          | 43                                                          | +2                                                          | 39                                                          | 9.                                                          |
| 2017/18                                  | Moravskoslezská fotbalová liga                              | 3                                                           | 30                                                          | 11                                                          | 8                                                           | 11                                                          | 54                                                          | 51                                                          | +3                                                          | 41                                                          | 9.                                                          |
| 2018/19                                  | Moravskoslezská fotbalová liga                              | 3                                                           | 30                                                          | 14                                                          | 9                                                           | 7                                                           | 59                                                          | 35                                                          | +24                                                         | 51                                                          | 6.                                                          |
| 2019/20                                  | Moravskoslezská fotbalová liga                              | 3                                                           | 18                                                          | 5                                                           | 9                                                           | 4                                                           | 27                                                          | 24                                                          | +3                                                          | 24                                                          | 10.                                                         |
| 2020/21                                  | Moravskoslezská fotbalová liga                              | 3                                                           | 9                                                           | 6                                                           | 2                                                           | 1                                                           | 19                                                          | 9                                                           | +10                                                         | 21                                                          | 3.                                                          |
| 2021/22                                  | Fortuna:Národní liga                                        | 2                                                           | 30                                                          | 9                                                           | 8                                                           | 13                                                          | 43                                                          | 44                                                          | -1                                                          | 35                                                          | 12.                                                         |
| 2022/23                                  | Fortuna:Národní liga                                        | 2                                                           | 30                                                          | 14                                                          | 9                                                           | 7                                                           | 45                                                          | 29                                                          | +16                                                         | 52                                                          | 2.                                                          |
| 2023/24                                  | Fortuna:Národní liga                                        | 2                                                           | 30                                                          | 13                                                          | 8                                                           | 9                                                           | 45                                                          | 38                                                          | +7                                                          | 47                                                          | 4.                                                          |
| 2024/25                                  | Fortuna:Národní liga                                        | 2                                                           | 30                                                          | 12                                                          | 10                                                          | 8                                                           | 33                                                          | 24                                                          | +9                                                          | 46                                                          | 3.                                                          |
| 2025/26                                  | I. A třída Jihomoravské župy – sk. B                        | 6                                                           | 0                                                           | 0                                                           | 0                                                           | 0                                                           | 0                                                           | 0                                                           | 0                                                           | 0                                                           |                                                             |

Poznámky:
- 1941/42: Chybí výsledek jednoho utkání.[10]
- 1953: Tento ročník byl hrán jednokolově.[13]
- 2019/20 a 2020/21: Tyto sezony byly předčasně ukončeny z důvodu pandemie covidu-19 v Česku.
- 2024/25 : Přesun licence do Příbrami

## MFK Vyškov „B“
MFK Vyškov „B“ je rezervní tým Vyškova. Největšího úspěchu dosáhl klub v sezóně 2015/16, kdy svou skupinu I. B třídy Jihomoravského kraje vyhrál a postoupil do I. A třídy.
V sezoně 2024/2025 je trenérem "B" týmu Jaroslav Liška.
Stručný přehled
Zdroj: 
- 2011–2012: Okresní soutěž Vyškovska – sk. A
- 2012–2014: Okresní přebor Vyškovska
- 2014–2016: I. B třída Jihomoravského kraje – sk. A
- 2016– : I. A třída Jihomoravského kraje – sk. B

Jednotlivé ročníky
Zdroj: 
Legenda: Z – zápasy, V – výhry, R – remízy, P – porážky, VG – vstřelené góly, OG – obdržené góly, +/− – rozdíl skóre, B – body, červené podbarvení – sestup, zelené podbarvení – postup, fialové podbarvení – reorganizace, změna skupiny či soutěže
| Česko (2011 – ) |                                         |        |    |    |   |    |     |    |      |    |        |
| Sezóny          | Liga                                    | Úroveň | Z  | V  | R | P  | VG  | OG | +/−  | B  | Pozice |
| 2011/12         | Okresní soutěž Vyškovska – sk. A        | 9      | 26 | 23 | 2 | 1  | 135 | 20 | +115 | 71 | 1.     |
| 2012/13         | Okresní přebor Vyškovska                | 8      | 26 | 17 | 3 | 6  | 93  | 35 | +58  | 54 | 2.     |
| 2013/14         | Okresní přebor Vyškovska                | 8      | 26 | 19 | 3 | 4  | 117 | 34 | +83  | 60 | 1.     |
| 2014/15         | I. B třída Jihomoravského kraje – sk. A | 7      | 26 | 16 | 4 | 6  | 83  | 46 | +37  | 52 | 3.     |
| 2015/16         | I. B třída Jihomoravského kraje – sk. A | 7      | 26 | 20 | 4 | 2  | 94  | 21 | +73  | 64 | 1.     |
| 2016/17         | I. A třída Jihomoravského kraje – sk. B | 6      | 26 | 10 | 7 | 9  | 33  | 40 | −7   | 37 | 6.     |
| 2017/18         | I. A třída Jihomoravského kraje – sk. B | 6      | 26 | 15 | 4 | 7  | 43  | 31 | +12  | 49 | 3.     |
| 2018/19         | I. A třída Jihomoravského kraje – sk. B | 6      | 26 | 11 | 2 | 13 | 60  | 46 | +14  | 35 | 8.     |
| 2019/20         | I. A třída Jihomoravského kraje – sk. B | 6      | 13 | 8  | 4 | 1  | 35  | 14 | +21  | 28 | 1.     |
| 2020/21         | I. A třída Jihomoravského kraje – sk. B | 6      | 9  | 5  | 0 | 4  | 21  | 20 | +1   | 15 | 7.     |
| 2020/21         | I. A třída Jihomoravského kraje – sk. B | 6      |    |    |   |    |     |    |      |    |        |

Poznámky:
- 2019/20 a 2020/21: Tyto sezony byly předčasně ukončeny z důvodu pandemie covidu-19 v Česku.

## MFK Vyškov „C“
MFK Vyškov „C“ byl druhým rezervním týmem Vyškova, který byl založen před sezonou 2018/19, v níž začal nastupovat v nejnižší soutěži na Vyškovsku (IV. třída). Po sezoně 2019/20 byl zrušen.

### Umístění v jednotlivých sezonách
Stručný přehled
Zdroj: 
- 2018–2019: Základní třída Vyškovska – sk. A
- 2019–2020: Okresní soutěž Vyškovska – sk. A

Jednotlivé ročníky
Zdroj: 
Legenda: Z – zápasy, V – výhry, R – remízy, P – porážky, VG – vstřelené góly, OG – obdržené góly, +/− – rozdíl skóre, B – body, červené podbarvení – sestup, zelené podbarvení – postup, fialové podbarvení – reorganizace, změna skupiny či soutěže
| Česko (2018 – ) |                                  |        |    |    |   |   |     |    |     |    |        |
| Sezóny          | Liga                             | Úroveň | Z  | V  | R | P | VG  | OG | +/− | B  | Pozice |
| 2018/19         | Základní třída Vyškovska – sk. A | 10     | 16 | 14 | 1 | 1 | 112 | 15 | +97 | 43 | 1.     |
| 2019/20         | Okresní soutěž Vyškovska – sk. A | 9      | 13 | 7  | 0 | 6 | 43  | 45 | −2  | 21 | 5.     |

Poznámky:
- 2019/20: Tato sezona byla předčasně ukončena z důvodu pandemie covidu-19 v Česku.